# Wierschem
Wierschem est une municipalité du Verbandsgemeinde Maifeld, dans l'arrondissement de Mayen-Coblence, en Rhénanie-Palatinat, dans l'ouest de l'Allemagne.

## Illustrations

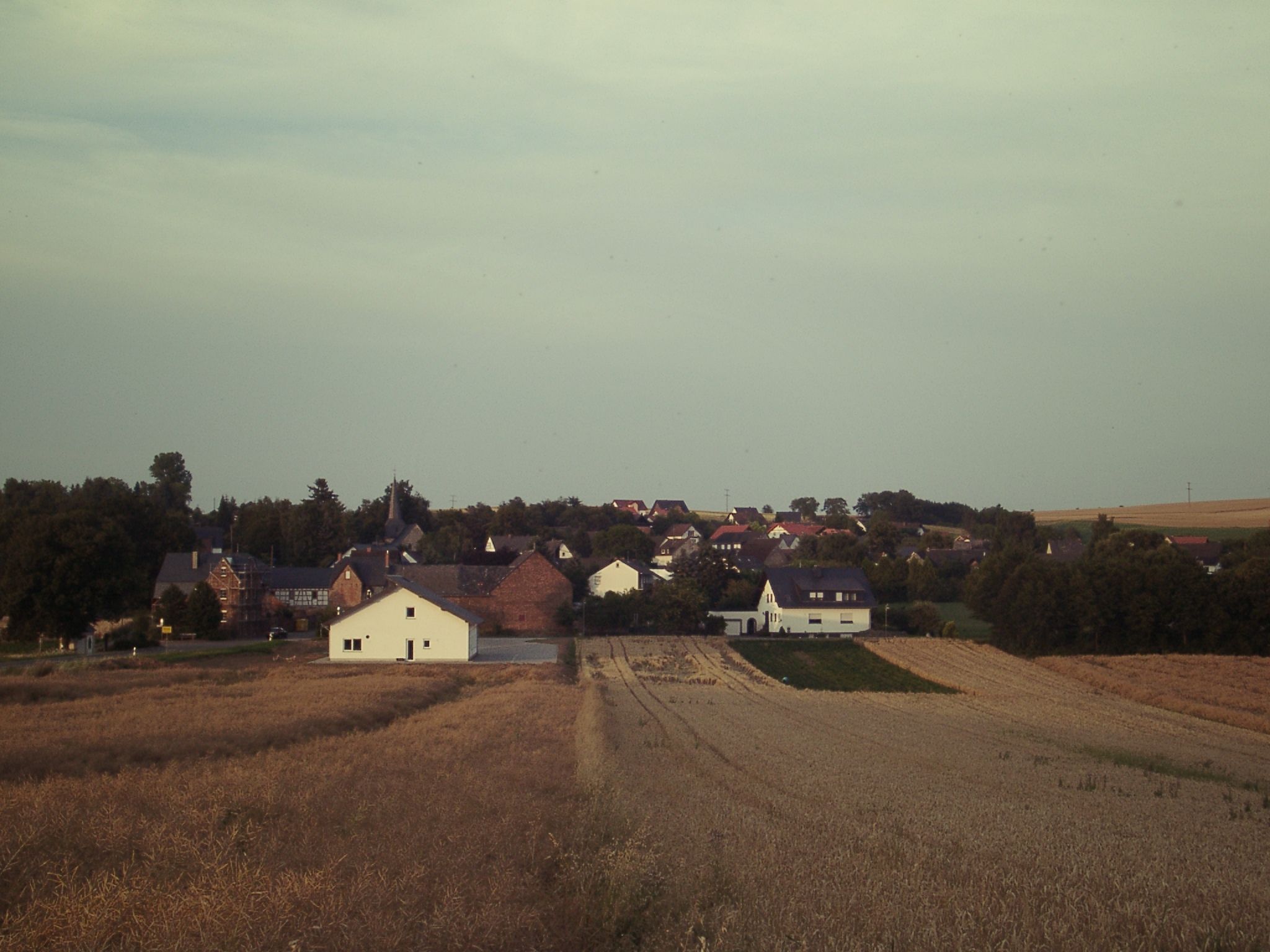
Vue sur Wierschem
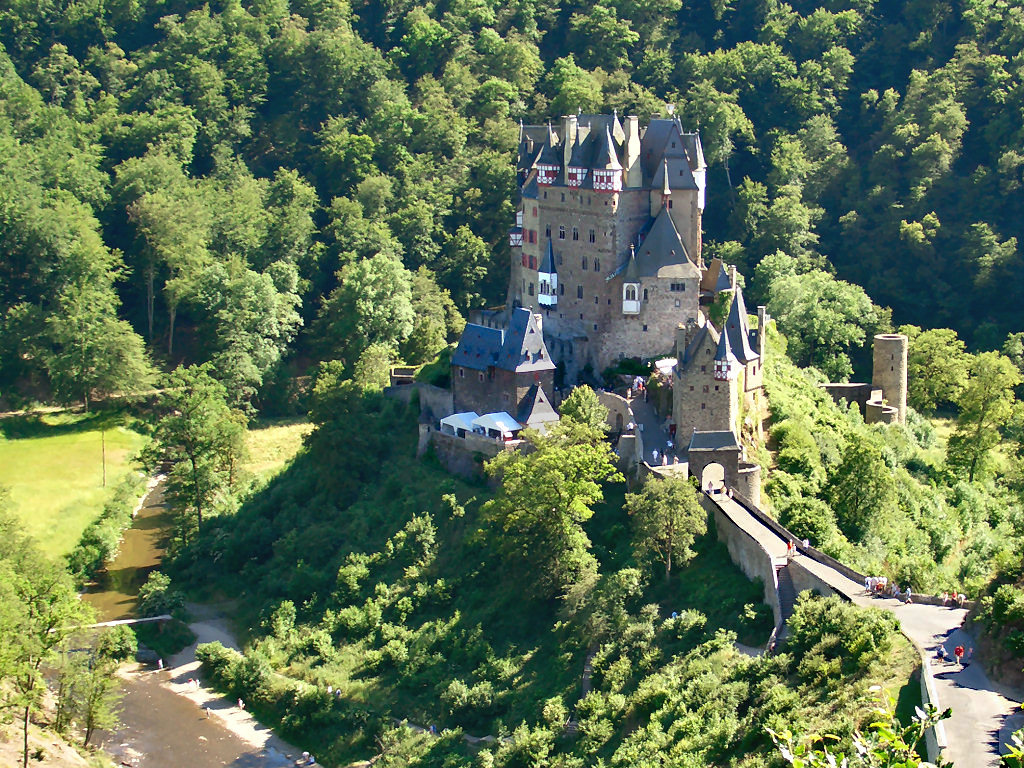
Château d'Eltz à proximité de Wierschem